# Prestigio Click Bang vol. 1
Prestigio Click Bang è un album in studio dei rapper italiani Amir e Santo Trafficante, pubblicato nel 2006 dall'etichetta discografica indipendente Prestigio Records.

## Tracce
1. Intro e Money – 1:01
2. Prestigio Anthem – 2:57 – prod. Santo Trafficante per Ghiaccio Ent.
3. Uomo di prestigio – 1:42
4. Er più – 2:44
5. La roba più king – 2:31
6. Prestigio's Town – 2:57
7. Il Kingpin – 2:26
8. Hold You Down – 2:16
9. Quando chiudo gli occhi – 0:44
10. Quattro passi (feat. Primo e Grandi Numeri) – 4:36
11. Fanculo a quello e fanculo qua – 3:13
12. Dead Bodies – 2:02
13. Blanco Style – 2:10 – prod. Santo Trafficante per Ghiaccio Ent.
14. Perché – 2:07
15. Off You – 0:55
16. Prestigionewkings (feat. Inoki e Tek Money) – 3:36
17. Take it or Leave it – 2:45
18. Prima il click dopo il bang e poi il peggio (feat. Tormento e Ibbanez) – 6:01
19. Sai come – 3:58 – prod. Santo Trafficante per Ghiaccio Ent.
20. Keep prestigio (feat. Bassi Maestro e Rido) – 3:25
21. Amir e Jack (feat. Jack the Smoker) – 1:23
22. Smile – 2:26
23. Torrino torrino – 4:25
24. Lo senti nell'aria – 3:34
25. Rappresento – 1:45 – prod. Santo Trafficante per Ghiaccio Ent.
26. King tra i Kings – 5:11 – prod. Santo Trafficante per Ghiaccio Ent.
27. Outro – 0:50

Durata totale: 73:40